# Urgedra benca
Urgedra benca är en fjärilsart som beskrevs av William Schaus 1937. Urgedra benca ingår i släktet Urgedra och familjen tandspinnare. Inga underarter finns listade i Catalogue of Life.